# Koučování
Koučování (koučink) je proces, podporující hledání individuálních řešení pro jedince v jím zvolené oblasti. Kouč není trenér ani poradce (mentor), ale hledá řešení společně s klientem. Termín pochází z anglického slovesa coach (trénovat, vést). Pochopení podstaty koučování ulehčuje i metafora kočího (v angl. coach) nebo dostavníku – jako prostředku, pomáhajícího dostat se důležité osobě pohodlným způsobem z místa, kde právě je, na místo, kde chce být.

## Definice
Česká definice koučování vyzdvihuje, že „dospělý člověk se nejlépe učí praxí a vlastní zkušeností“, a koučování charakterizuje jako metodu užívanou „k taktnímu a ohleduplnému ovlivňování“.
Maren Fischer-Epe uvádí, že „koučování je kombinace individuálního poradenství, osobní zpětné vazby a prakticky orientovaného tréninku; účelem je dosahování profesního a osobnostního rozvoje.“ Koučování není psychoterapie. I když koučování může mít někdy podobný efekt jako psychoterapie, není ho dosaženo aplikací psychologických a psychoterapeutických teorií, ale díky vlastní cestě, kterou si klient k výsledku najde.
Mezinárodní federace koučů definuje koučování jako partnerství s klientem v tvořivém procesu, který provokuje myšlení a inspiruje klienta k maximalizaci jeho osobního a profesního potenciálu.
Americká komunita Coachville (kterou založil Thomas Leonard – zakladatel ICF) koučování definuje jako "konverzaci, ve které kouč pomáhá hráči (klientovi) hrát jeho hru lépe a vyhrávat ji podle klientových vlastních pravidel". Koučování zde vychází z herní metafory – tedy z teze, že cokoliv v životě se dá hrát jako hra.
Kouči vystupují jako rovnocenní partneři, spolupracovníci, průvodci, důvěrníci, partneři. Pracují s jedinci tak, že pomocí otázek podněcují jejich různé pohledy na věc, pomáhají prohloubit jejich uvědomění (co vlastně chci, na čem mi záleží, co naopak vůbec nechci, …) a podporují je při nacházení vlastních zdrojů, potřebných k realizaci vlastních záměrů a cílů. Kouč klientovi neradí, nic nedoporučuje ani neschvaluje, nic mu nepodsouvá ani ho nikam nesměřuje – neovlivňuje klienta svým postojem. U kouče je důležitá absolutní důvěra v klienta, v jeho celistvost a v jeho schopnost najít vlastní řešení.

## Typy koučování

### Podle hloubky, kterou zasahuje
- Transakční koučování – podporuje změnu akce.
- Transformační koučování – mění člověka samotného.

### Podle oblasti života, které se dotýká
- Profesní koučování – týkající se pracovních záležitostí.
- Osobní koučování nebo životní koučink (life coaching) – zabývající se tématy soukromého života lidí, např. životní spokojenosti, osobní produktivity, partnerských vztahů nebo single života[3].

### Podle počtu osob, se kterými pracuje
- Individuální koučink
- Týmový (skupinový) koučink

## Koučovací metody
- GROW (koučink)
- Human Coaching
- Inner Game
- Život Jako Hra (Play-Two-Win)
- Inner Freedom
- World Power

## Seznam českých koučů
Kouči s nejvyšší certifikací ICF MCC:
- Vladimír Tuka, MCC
- Aleš Vrána, MCC, MBA
- Roman Förster, MCC
- Jan Studený, MCC
- Markéta Adámková, MCC
- Zdeněk Štěpánek, MCC

Seznam certifikovaných koučů, kteří jsou členy České pobočky ICF, je k nalezení v registru koučů ICF Czech Republic. Členství v národní pobočce nesouvisí s certifikací, která probíhá mezinárodně, a není povinné, takže krom koučů uvedených v seznamu působí v ČR i další kouči certifikování ICF.